# Walter Röhrl
Walter Röhrl (ur. 7 marca 1947 w Ratyzbonie) – niemiecki kierowca rajdowy. W swojej karierze był członkiem zespołów: Opel, Fiat, Lancia i Audi. Jeździł z takimi pilotami jak: Jochen Berger, Peter-Willi Pitz czy Christian Geistdörfer. Nosi przydomek „Montemeister” („Mistrz Monte”), gdyż jako pierwszy kierowca wygrał Rajd Monte Carlo jadąc czterema różnymi samochodami rajdowymi.
Swoją karierę rajdową Röhrl rozpoczął 1968 roku, a jego pierwszym samochodem był Fiat 850 Coupé. W styczniu 1973 roku zadebiutował w Rajdowych Mistrzostwach Świata jadąc samochodem Opel Commodore GS/E. Debiutancki Rajd Monte Carlo ukończył na 45. miejscu. W 1974 roku został rajdowym mistrzem Europy. W maju 1975 roku podczas Rajdu Grecji po raz pierwszy odniósł zwycięstwo w mistrzostwach świata. W 1980 roku wywalczył swoje pierwsze mistrzostwo świata. W 1982 roku ponownie został mistrzem świata, a także sięgnął po mistrzostwo Afryki. W 1983 roku wywalczył wicemistrzostwo. W rajdach jeździł do 1987 roku.
Röhrl wziął udział w 75 rajdach w mistrzostwach świata. Wygrał 14 z nich i 31 razy stawał na podium. Zdobył w sumie 494 punkty. Wygrał 439 odcinków specjalnych.
We Włoszech i Francji Röhrl został wybrany „Najlepszym Kierowcą Rajdowym XX wieku”. Z kolei 100 niezależnych ekspertów związanych z rajdami wybrało go „Najlepszym Kierowcą Rajdowym Wszech Czasów”.

## Kariera

### Początki
Röhrl urodził się w mieście Ratyzbona. Swoją karierę rajdową rozpoczął w 1968 roku. W tamtym czasie pracował w administracji kościelnej oraz uczył się na instruktora narciarskiego. Początkowo startował jednak w ukryciu przed rodzicami, gdyż kilka lat wcześniej jego brat zginął w wypadku samochodowym. Pierwszym rajdowym samochodem Röhrla był Fiat 850 Coupé, którym wystartował w Rajdzie Bawarii wraz ze swoim przyjacielem jako pilotem Herbergiem Mareskiem. Rajd ten ukończył na drugim miejscu, jednak jego wynik nie był liczony, gdyż przypadkowo ominął jeden z punktów pomiaru czasu.
W 1971 roku Röhrl został członkiem rajdowego zespołu Forda. Rozpoczął wówczas starty samochodem Ford Capri 2600. W marcu pojechał w swoim pierwszym rajdzie mistrzostw Europy w karierze, Rajdzie Lyon-Charbonnières-Stuttgart-Solitude. Zajął w nim 16. miejsce. W maju pojechał w kolejnym rajdzie mistrzostw Europy, Rajdzie Wiesbaden i wygrał go. Na podium rajdu stanął obok Achima Warmbolda i Petera Brinka.
W 1972 roku Röhrl pojechał w trzech rajdach mistrzostw Europy. W lipcowym Rajdzie Polski był drugi ze stratą 6:42 minuty do Włocha Raffaele Pinto. W sierpniu pojechał w Rajdzie Olympia, jednak nie ukończył go. Z kolei we wrześniu zwyciężył w Rajdzie Sachs Baltic. Na podium tego rajdu stanął obok Sobiesława Zasady i Olufa Kristensena.

### 1973-1974

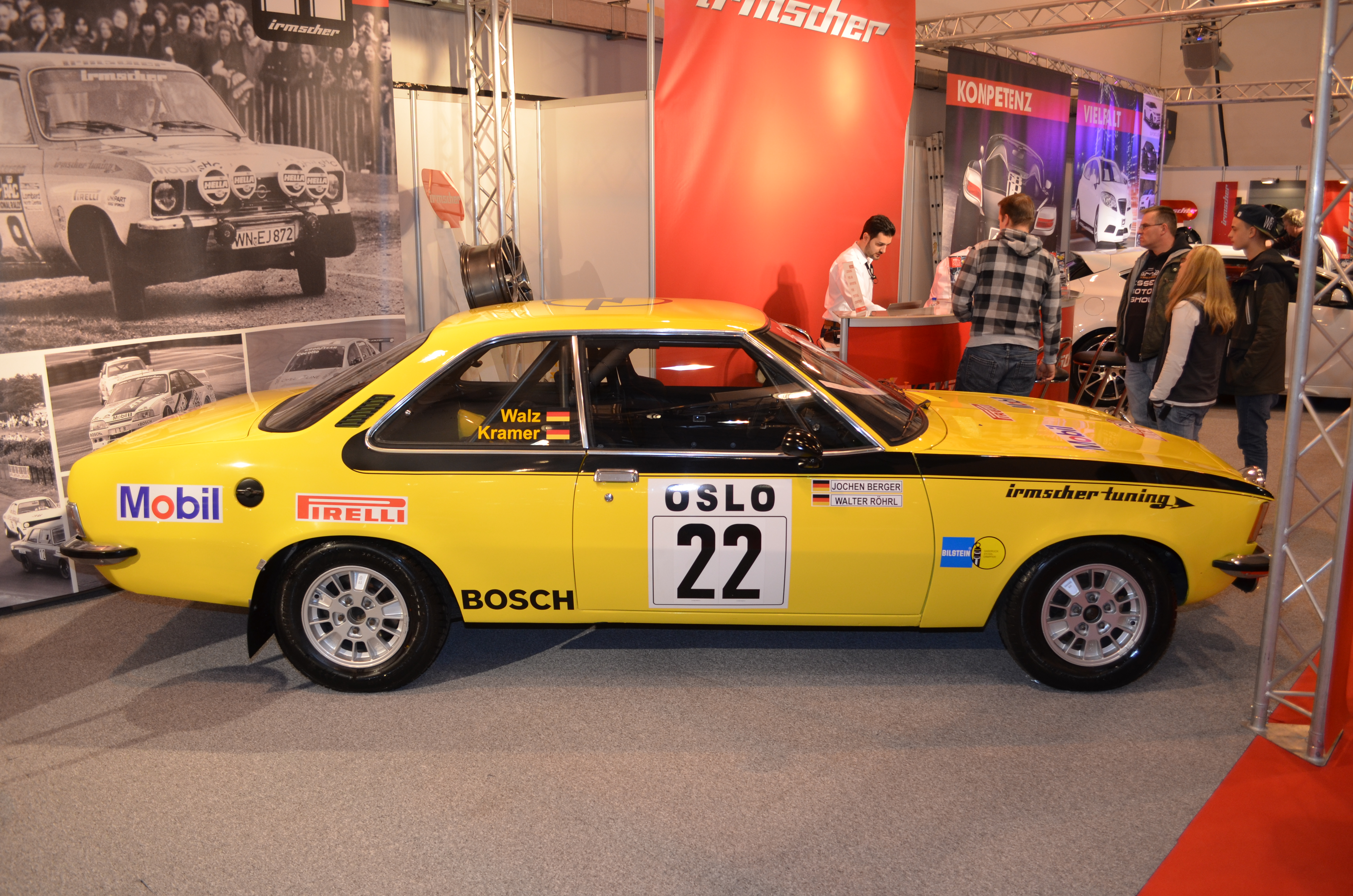
Opel Commodore, którym Röhrl zadebiutował w mistrzostwach świata

W styczniu 1973 roku Röhrl zadebiutował w mistrzostwach świata. Jadąc samochodem Opel Commodore GS/E z pilotem Jochenem Bergetem wziął udział w Rajdzie Monte Carlo. Nie ukończył go jednak z powodu awarii półosi. W marcu jechał już Oplem Asconą 1.9 SR. Pojechał nim w swoim pierwszym rajdzie mistrzostw Europy w sezonie, Rajdzie Stuttgart-Lyon-Charbonnières-Solitude, w którym zajął 11. miejsce. Na przełomie maja i czerwca stanął na podium w austriackim Rajdzie Semperit. Był w nim drugi ze stratą 39 sekund do Austriaka Klausa Russlinga. W lipcu Röhrl zwyciężył w czechosłowackim Rajdzie Wełtawy. Na podium rajdu stanął obok Sandra Munariego i Jana Carneborna. W tym samym miesiącu wygrał także rumuński Rajd Dunaju wyprzedzając o 1:16 minuty drugiego Sergia Barbasio i o 2:20 minuty Sandra Munariego. We wrześniu pojechał w swoim drugim rajdzie mistrzostw świata, Rajdzie Austrii. Nie ukończył go jednak z powodu awarii dyferencjału. We wrześniu Röhrl wygrał swój trzeci rajd w mistrzostwach Europy w 1973 roku, Rajd Monachium-Wiedeń-Budapeszt. W listopadzie ponownie pojechał w rajdzie odbywającym się w ramach mistrzostw świata, Rajdzie Wielkiej Brytanii. 26. odcinek specjalny tego rajdu, Clocaenog 2, był pierwszym wygranym odcinkiem Röhrla w mistrzostwach świata. Rajdu Wielkiej Brytanii Niemiec jednak nie ukończył na skutek awarii pompy paliwa.

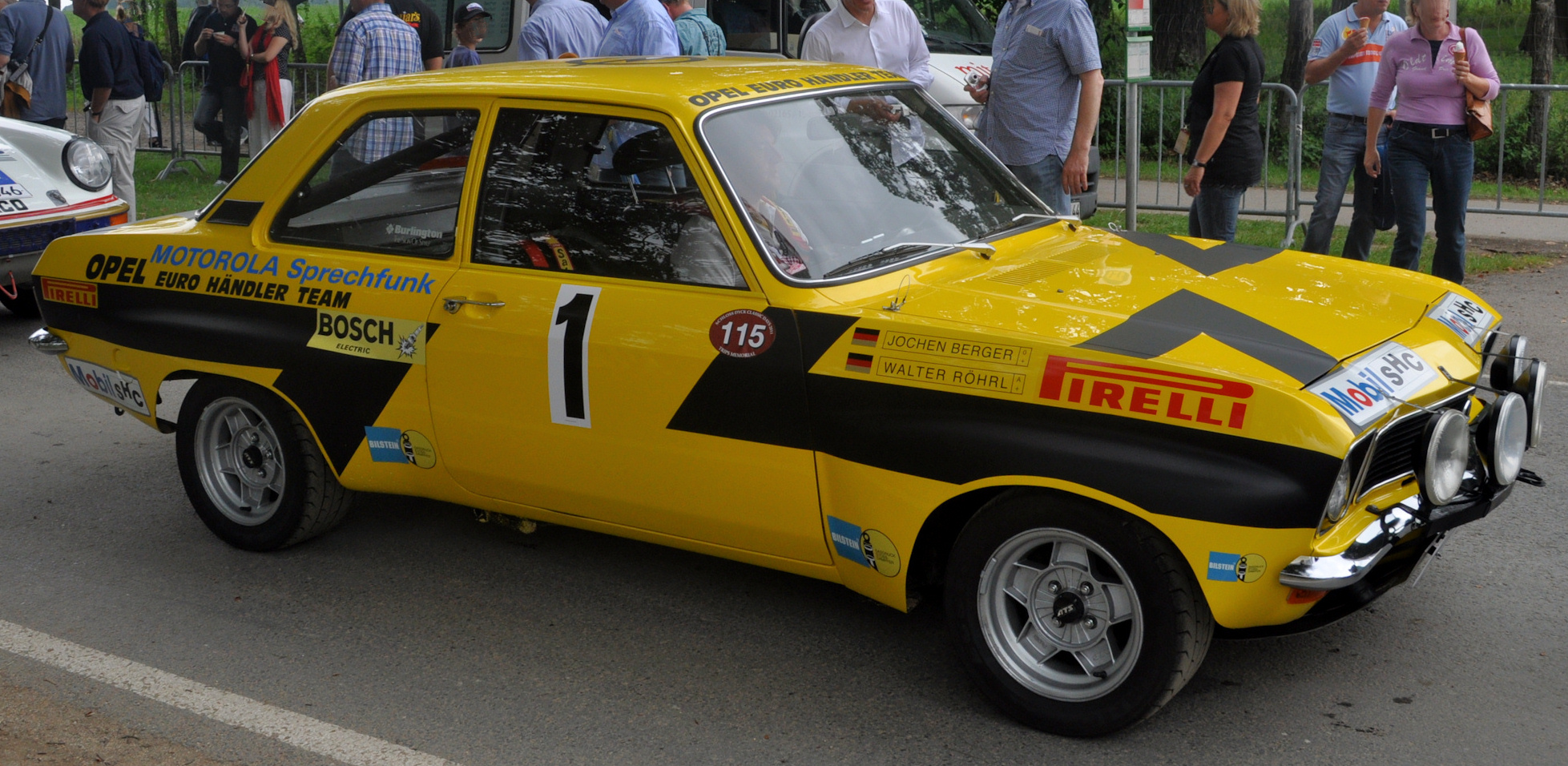
Opel Ascona, którym Röhrl wywalczył w 1974 roku mistrzostwo Europy

Rok 1974 Röhrl rozpoczął od startu w fińskim Rajdzie Arktycznym, którego nie ukończył. Następnie w marcu wziął udział w rajdzie mistrzostw świata, Rajdzie Portugalii. Na 16. odcinku specjalnym tego rajdu wycofał się na skutek awarii silnika w jego Oplu Asconie. Następnie Röhrl wygrał swój pierwszy rajd w 1974 roku. Triumfował w marcowym hiszpańskim Rajdzie Firestone. W kwietniu ponownie zwyciężył. W Rajdzie Tulipanów stanął na najwyższym stopniu podium obok Szweda Larsa Carlssona i Portugalczyka Antónia Borgesa. Z kolei w maju wygrał Rajd Hesji, w którym na podium stanął obok Larsa Carlssona i Ove Anderssona. W czerwcu Röhrl nie ukończył Rajdu Złotych Piasków, a w Rajdzie Ypres był ósmy. Kolejne trzy rajdy mistrzostw Europy Röhrl jednak wygrał, dzięki czemu został rajdowym mistrzem kontynentu. Na podium Rajdu Wełtawy 1974 stanął obok Jana Carneborna i Karela Šimka, w Rajdzie Dunaju — obok Dorina Motoca i Jordana Topłodołskiego, a w Rajdzie Lugano — obok Roberta Cambiaghiego i Carla Bianchiego. Rok 1974 zakończył startem w mistrzostwach świata, w Rajdzie Wielkiej Brytanii. Wygrał w nim jeden odcinek specjalny, a w klasyfikacji generalnej zajął 5. miejsce.

### 1975-1977
Rok 1975 Röhrl rozpoczął od startu w styczniowym Rajdzie Monte Carlo. Na 7. odcinku specjalnym wycofał się z niego z powodu awarii silnika w jego Oplu Asconie 1.9 SR. Następnie w lutym wystartował w mistrzostwach Europy, w Rajdzie Costa Brava. Zajął w nim 4. pozycję. Z kolei w kwietniu wziął udział w Rajdzie Elby, którego nie ukończył. W maju Niemiec wystartował w mistrzostwach świata, w Rajdzie Grecji. Dzięki wygranym czternastu odcinkom specjalnym zwyciężył w tym rajdzie odnosząc swoje pierwsze w karierze zwycięstwo w mistrzostwach świata. Na podium greckiego rajdu stanął obok dwóch greckich kierowców, Tasosa Liwieratosa i Michalisa Koumasa. W 1975 roku Röhrl wystartował jeszcze w czterech rajdach mistrzostw świata, jednak żadnego z nich nie ukończył. Rajdu Maroka nie ukończył na skutek uszkodzenia zawieszenia, w Rajdzie Portugalii miał awarię układu elektrycznego. W Rajdzie San Remo miał awarię półosi, a z Rajdu Wielkiej Brytanii wycofał się na skutek awarii skrzyni biegów.
Przez cały rok 1976 Röhrl jechał samochodem Opel Kadett GT/E. Rok ten rozpoczął od startu w Rajdzie Monte Carlo, odbywającym się w styczniu. Zajął w nim 4. pozycję. W marcu pojechał w Rajdzie Portugalii. Wycofał się z niego już na 1. odcinku specjalnym z powodu awarii skrzyni biegów. Kwietniowego Rajdu Safari także nie ukończył, a powodem jego wycofania się z kenijskiego rajdu był wypadek na drodze dojazdowej do jednego z odcinków specjalnych. Następnie Röhrl wziął udział w trzech rajdach mistrzostw Europy. W rodzimym Rajdzie Hesji był drugi za Walterem Smolejem. Z kolei w czerwcu zwyciężył w belgijskim Rajdzie Ypres. Na podium tego rajdu stanął obok Hiszpana Salvadora Cañellasa i Szweda Larsa Carlssona. Z kolei we wrześniu był piąty we włoskim Rajdzie San Martino di Castrozza. W mistrzostwach Europy Röhrl zajął 4. miejsce. W 1976 roku wziął jeszcze udział w trzech rajdach mistrzostw świata. Żadnego z nich nie ukończył. W Rajdzie San Remo miał awarię silnika, w Rajdzie Korsyki — awarię paska klinowego, a w Rajdzie Wielkiej Brytanii uszkodził tylną oś.
Pierwszym rajdem sezonu 1977, w którym Röhrl wystartował, był Rajd Monte Carlo. Nie ukończył go jednak na skutek awarii silnika. Następnie jechał w dwóch rajdach mistrzostw Europy, Rajdzie Elby i Rajdzie Walii, który ukończył na 4. miejscu. Odbywającego się na przełomie maja i czerwca Rajdu Grecji Niemiec nie ukończył. Powodem wycofania się była awaria uszczelki głowicy silnika. Jeszcze w czerwcu pojechał w mistrzostwach Europy, w Rajdzie Szkocji. Uległ w nim wypadkowi. We wrześniu, w innym rajdzie mistrzostw Europy, Rajdzie San Martino di Castrozza, Röhrl był piąty. Pojechał w nim nowym samochodem, Fiatem 131 Abarth. W 1977 roku Röhrl pojechał jeszcze w trzech rajdach mistrzostw świata. Z Rajdu Kanady wycofał się z powodu awarii silnika, podobnie jak z Rajdu Wielkiej Brytanii, a w Rajdzie San Remo miał wypadek.

### 1978-1980

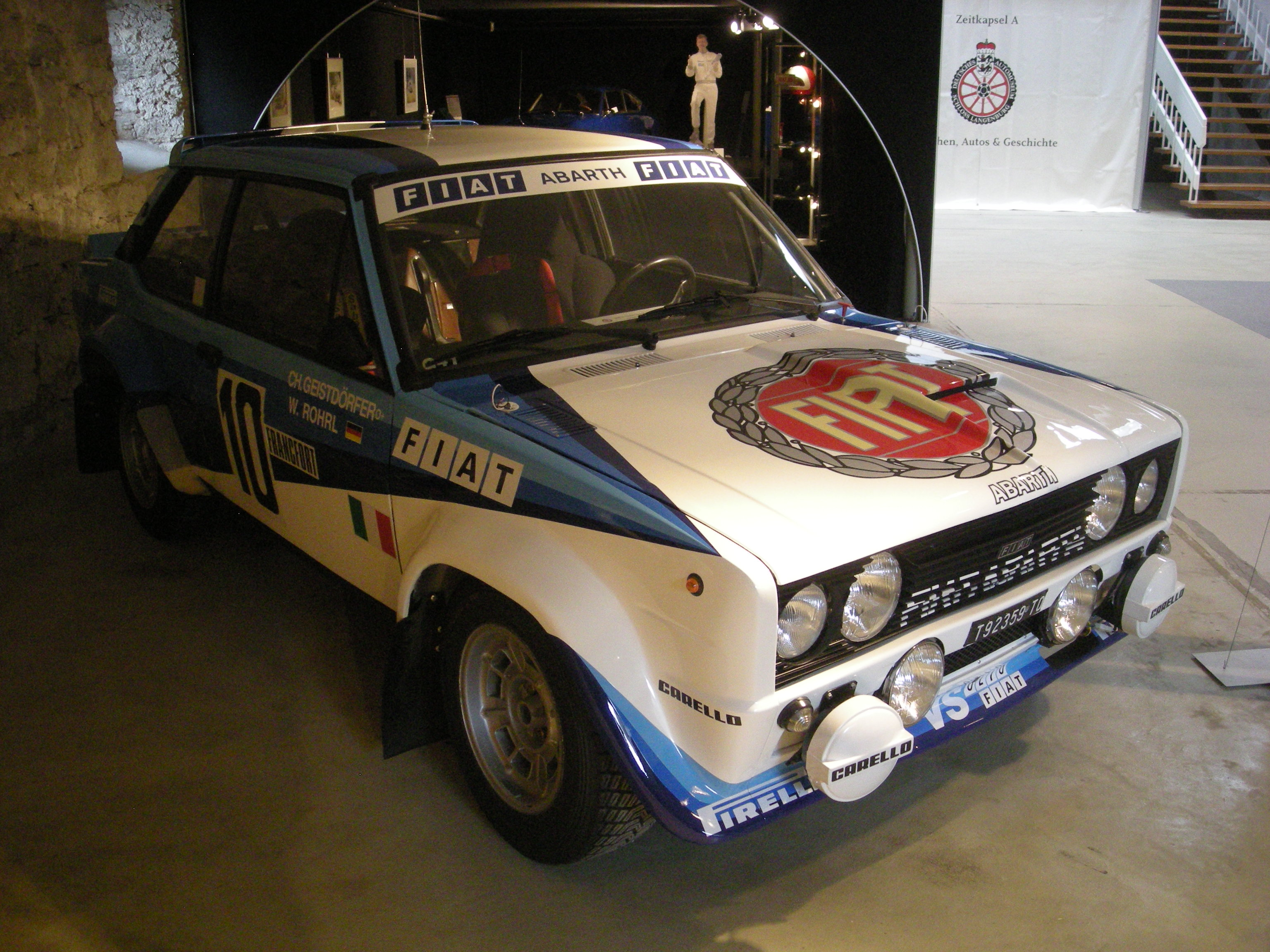
Fiat 131 Abarth, którym Röhrl startował w 1980 roku

W 1978 roku Röhrl został członkiem fabrycznego zespołu Fiata. Swój pierwszy rajd, jako członek nowego zespołu, pojechał w styczniu 1978. Był to Rajd Monte Carlo. Wygrał w nim najwięcej, bo 8 odcinków specjalnych, jednak nie stanął na podium. Zajął w nim 4. miejsce, a do trzeciego Guya Fréquelina stracił 27 sekund. Następnie wystartował w dwóch rodzimych rajdach mistrzostw Europy samochodem Lancia Stratos HF. Zimowego Rajdu Saksonii nie ukończył z powodu uszkodzenia zawieszenia, a w Rajdzie Saarland zwyciężył. Kwietniowego Rajdu Portugalii nie ukończył, pomimo wygrania pięciu odcinków specjalnych. Powodem wycofania się z niego była awaria sprzęgła. W odbywającym się na przełomie maja i czerwca Rajdzie Grecji Röhrl wygrał najwięcej, bo 21 odcinków specjalnych, dzięki czemu zwyciężył w tym rajdzie. Na mecie rajdu wyprzedził o 10:04 minuty drugiego Fina Markku Aléna i o 22:46 minuty Kenijczyka Shekhara Mehtę. W lipcu wygrał rajd mistrzostw Europy, Rajd Hunsrück, w którym stanął na podium obok Attilia Bettegi i Achima Warmbolda. We wrześniu ponownie zwyciężył, tym razem w rajdzie mistrzostw świata, Rajdzie Kanady. Wygrał 7 odcinków specjalnych, a na mecie tego rajdu wyprzedził o 8:33 minuty drugiego Markku Aléna i o 18:23 minuty Andreasa Kullänga. Październikowego Rajdu San Remo nie ukończył. Wygrał 9 odcinków specjalnych, jednak na 37. odcinku specjalnym uległ wypadkowi. W listopadzie Röhrl wystartował w ostatnim rajdzie sezonu 1978, Rajdzie Wielkiej Brytanii. Wygrał w nim 3 odcinki specjalne, a metę rajdu osiągnął jako szósty zawodnik w klasyfikacji generalnej. Mistrzostwa świata 1978 ukończył na 6. miejscu w klasyfikacji.
Sezon 1979 Röhrl rozpoczął od startu w styczniowym Rajdzie Monte Carlo. pomimo wygrania dwóch odcinków specjalnych nie ukończył go z powodu awarii silnika. W lutym wygrał rajd mistrzostw Europy, Zimowy Rajd Saksonii. W kwietniu wziął udział w Rajdzie Safari. Zajął w nim 8. lokatę. W lipcu 1979 zwyciężył w mistrzostwach Europy, w Rajdzie Hunsrück. Na podium tego rajdu wyprzedził Szweda Larsa Carlssona i rodaka Reinharda Hainbacha. W październiku wystartował w Rajdzie San Remo. Wygrał w nim najwięcej, bo 27 odcinków specjalnych, jednak ostatecznie zajął w nim 2. pozycję. Do zwycięzcy, Włocha Antonia Fassiny stracił 4:14 minuty. W 1979 roku Röhrl wystartował w jeszcze jednym rajdzie mistrzostw świata, Rajdzie Wielkiej Brytanii. Ukończył go na 8. miejscu.
W styczniu 1980 Röhrl wystartował w pierwszym rajdzie sezonu 1980, Rajdzie Monte Carlo. Wygrał w nim najwięcej, bo 11 odcinków specjalnych i dzięki temu odniósł zwycięstwo. Wyprzedził o 10:38 minuty drugiego Bernarda Darniche'a i o 11:28 minuty Björna Waldegårda. W marcu wygrał swój drugi rajd z rzędu. W Rajdzie Portugalii uzyskał najlepszy czas na 16 odcinkach specjalnych, a na mecie rajdu wyprzedził drugiego Markku Aléna o 14:19 minuty i trzeciego Guya Fréquelina o 30:29 minuty. W maju wziął udział w Rajdzie Grecji. Wygrał w nim 7 oesów, a w klasyfikacji generalnej tego rajdu zajął 5. pozycję. Następnie w czerwcu Röhrl pojechał w Rajdzie Hesji w ramach mistrzostw Europy i wygrał go. W lipcu odniósł kolejne zwycięstwo, tym razem w Rajdzie Argentyny. Wygrał w nim 10 oesów. Na podium tego rajdu stanął obok Fina Hannu Mikkoli (wyprzedził go o 15:59 minuty) i Argentyńczyka Carlosa Reutemanna (wyprzedził go 46:50 minuty). W sierpniu wygrał kolejny rajd mistrzostw Europy, rodzimy Rajd Hunsrück. We wrześniu Röhrl walczył o zwycięstwo w Rajdzie Nowej Zelandii. Wygrał w nim 12 odcinków specjalnych, a w klasyfikacji generalnej zajął ostatecznie 2. lokatę, o 2:41 minuty za Finem Timem Salonenem. W październiku wziął udział w Rajdzie San Remo. Na 17 odcinkach specjalnych miał najlepszy czas i odniósł zwycięstwo w tym rajdzie. Nad drugim Arim Vatanenem miał przewagę 6:35 minuty, a nad trzecim Hannu Mikkolą 14:10 minuty. W 1980 roku wystartował jeszcze w październikowym Rajdzie Korsyki. Wygrał w nim 2 odcinki specjalne i zajął 2. miejsce w tym rajdzie ze stratą 10:23 minuty do zwycięzcy Francuza Jeana-Luca Thériera. Dzięki wygraniu czterech rajdów w sezonie 1980, Röhrl wywalczył mistrzostwo świata, swoje pierwsze w karierze. Zdobył 118 punktów, o 54 więcej niż drugi w klasyfikacji generalnej Hannu Mikkola.

### 1981-1983

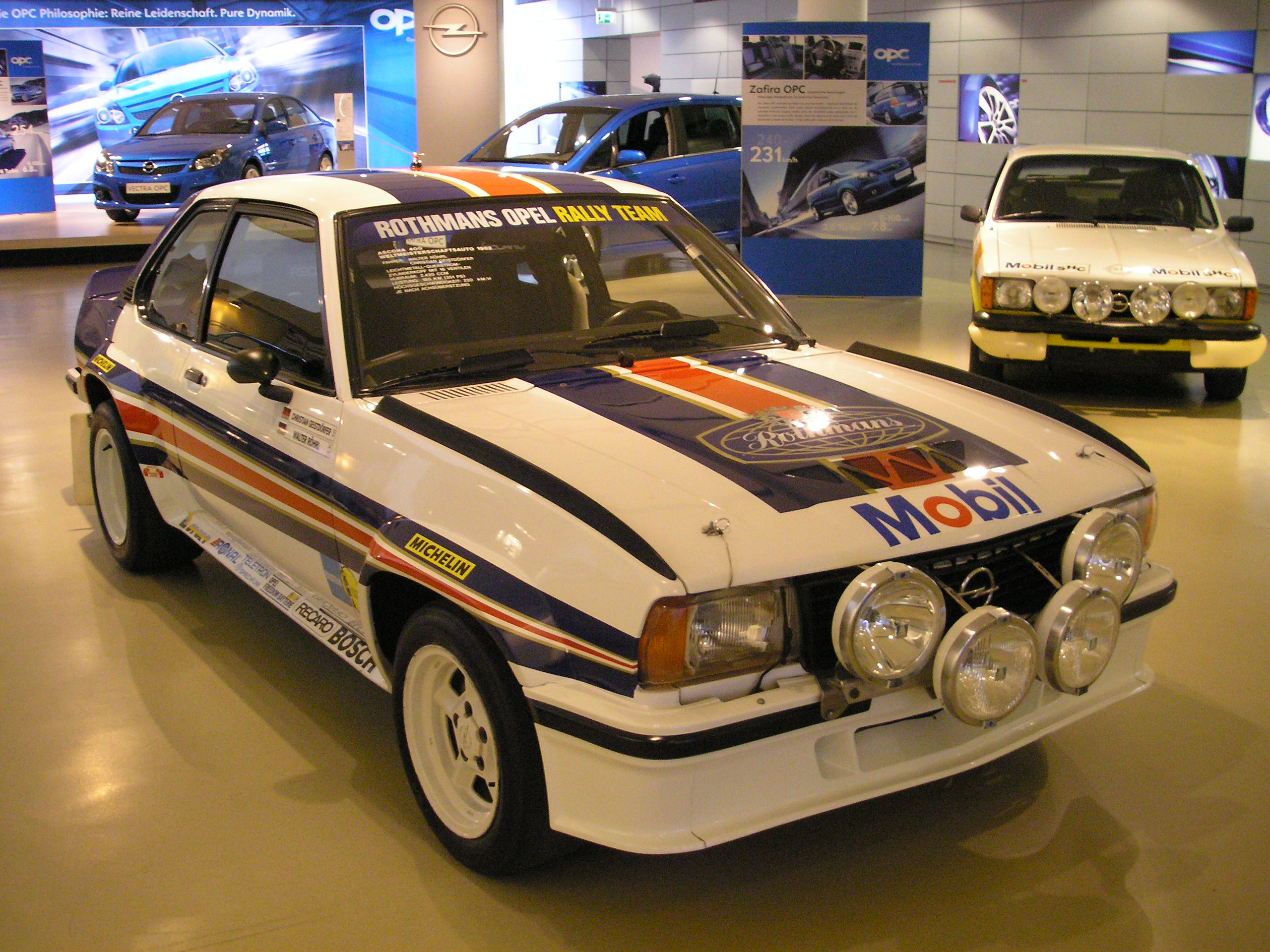
Opel Ascona 400, którym Röhrl wywalczył swoje drugie mistrzostwo świata w 1982 roku

Po zdobyciu tytułu mistrza świata Röhrl chciał odejść z zespołu Fiata do jednego z niemieckich producentów. Jeszcze pod koniec 1980 roku podpisał kontrakt z Mercedesem na starty w sezonie 1981, jednak kilka tygodni później zespół wycofał się ze startu w mistrzostwach świata. Röhrl tym samym pozostał bez zespołu na sezon 1981. W 1981 roku wziął udział w pojedynczych rajdach mistrzostw Europy i mistrzostw Niemiec. Startował w nich samochodami Porsche, 924 GTS i 911 SC. W ramach mistrzostw Europy zwyciężył w Rajdzie Hesji, a w ramach mistrzostw Niemiec — w Rajdzie Vorderpfalz. W październiku 1981 zaliczył jedyny start w mistrzostwach świata w sezonie. Był to Rajd San Remo. Pomimo wygrania 5 odcinków specjalnych nie ukończył tego rajdu. Wycofał się z niego na 41. odcinku specjalnym z powodu awarii skrzyni biegów.
W 1982 roku Röhrl podpisał kontrakt z zespołem Opla. Sezon 1982 rozpoczął od startu w styczniowym Rajdzie Monte Carlo. Wygrał w nim największą liczbę odcinków specjalnych (13) spośród wszystkich startujących w rajdzie i odniósł zwycięstwo. W klasyfikacji generalnej rajdu wyprzedził o 3:49 minuty drugiego Hannu Mikkolę oraz o 12:05 minuty trzeciego Jeana-Luca Thériera. W lutym pojechał w Rajdzie Szwecji. Ukończył go na 3. pozycji i przegrał jedynie z dwoma skandynawskimi kierowcami, zwycięzcą Szwedem Stigiem Blomqvistem i drugim w klasyfikacji, Finem Arim Vatanenem. W marcowym Rajdzie Portugalii Röhrl wygrał 5 odcinków specjalnych, jednak na 23. odcinku specjalnym odpadł z rywalizacji w rajdzie z powodu wypadku. W kwietniu po raz trzeci w sezonie stanął na podium. W Rajdzie Safari był drugi ze stratą 41 minut do Kenijczyka Shekhara Mehty. W maju zajął 4. pozycję w Rajdzie Korsyki. Z kolei w czerwcu stanął na podium Rajdzie Grecji. Był drugi ze stratą 13:39 minuty do Francuzki Michèle Mouton. W rajdzie tym wygrał 6 odcinków specjalnych. Następnie Röhrl zajął 3. miejsce w Rajdzie Nowej Zelandii, w którym zwyciężył na 7 oesach. Przegrał w nim jedynie z dwoma szwedzkimi kierowcami, Björnem Waldegårdem i Perem Eklundem. W sierpniu ukończył Rajd Brazylii. Był w nim drugi, a do zwyciężczyni Mouton stracił ponad 35 minut. W październikowym Rajdzie San Remo wygrał 5 odcinków specjalnych, a rajd ten zakończył na podium, na 3. miejscu. Na podium stanął obok Stiga Blomqvista i Hannu Mikkoli. W październiku wystartował również w Rajdzie Wybrzeża Kości Słoniowej. Jego główna konkurentka do zdobycia tytułu mistrza świata Michèle Mouton uległa wypadkowi i tym samym Röhrl świętował zdobycie swojego drugiego mistrzostwa w karierze. Rajd Wybrzeża Kości Słoniowej ukończył na 1. pozycji. Na podium tego rajdu stanął obok Pera Eklunda (wyprzedził go o godzinę i 33 minuty) i Björna Waldegårda (wyprzedził go o 2 godziny i 16 minut). W sezonie 1982 zdobył łącznie 109 punktów, o 12 więcej niż druga w klasyfikacji Mouton. W 1982 roku Röhrl wywalczył również rajdowe mistrzostwo Afryki.
Przed sezonem 1983 Röhrl przeszedł do zespołu Lancii. Swój debiut w Lancii zaliczył w styczniu 1983. Jadąc Lancią 037 wystartował w Rajdzie Monte Carlo. Na 7. odcinku specjalnym objął prowadzenie i nie oddał go do ostatniego odcinka rajdu. W Rajdzie Monte Carlo wygrał najwięcej, bo 11 odcinków specjalnych. Na mecie tego rajdu wyprzedził o 6:52 minuty drugiego Markku Aléna i o 11:18 minuty trzeciego Stiga Blomqvista. W marcu walczył o zwycięstwo w Rajdzie Portugalii. Na 10 odcinkach specjalnych osiągnął najlepszy czas, a w klasyfikacji rajdu zajął ostatecznie 3. miejsce, pomimo tego, że od 2. do 18. oesu był liderem rajdu. Na podium rajdu stanął obok Hannu Mikkoli i Michèle Mouton. W kwietniu pojechał w mistrzostwach Europy, w Rajdzie Saarland i zajął w nim 2. miejsce. W maju Röhrl wziął udział w Rajdzie Korsyki. Wygrał w nim 10 oesów, a w rajd ten ukończył na 2. lokacie. do zwycięzcy Markku Aléna stracił 1:49 minuty. Na przełomie maja i czerwca pojechał w Rajdzie Grecji. Zwyciężył na 5 odcinkach specjalnych, a także w całym rajdzie. Drugiego Markku Aléna wyprzedził o 6:20 minuty, a trzeciego Stiga Blomqvista o 13:56 minuty. W drugiej połowie czerwca Röhrl ponownie odniósł zwycięstwo. W Rajdzie Nowej Zelandii miał najlepszy czas na 16 odcinkach specjalnych, a metę tego rajdu osiągnął z przewagą 15:58 minuty nad drugim Timem Salonenem i 31:29 minuty nad trzecim Attiliem Bettegą. W październikowym Rajdzie San Remo zajął 2. pozycję, pomimo wygrania 33 odcinków specjalnych. Do zwycięzcy Markku Aléna stracił 2:09 minuty. W dwóch ostatnich rajdach sezonu, Rajdzie Wybrzeża Kości Słoniowej i Rajdzie Wielkiej Brytanii Röhrl nie startował, przez co nie zdołał wywalczyć tytułu mistrza świata. Ostatecznie został wicemistrzem ze 102 zdobytymi punktami, o 23 mniej niż nowy mistrz Hannu Mikkola.

### 1984-1987

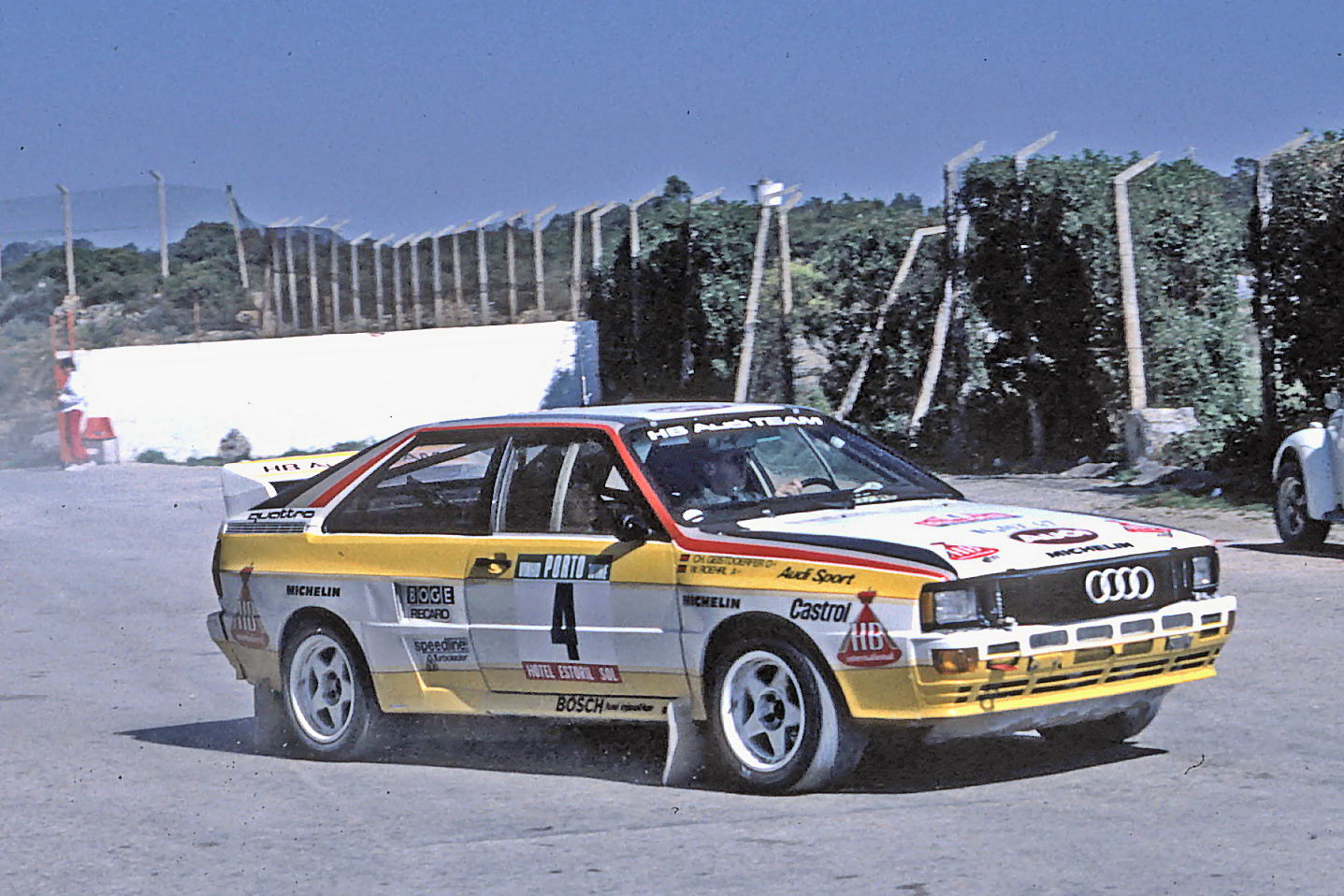
Röhrl w Audi Quattro podczas Rajdu Portugalii 1984

W 1984 roku Röhrl odszedł z Lancii do zespołu Audi. W styczniu zaliczył debiut w Audi. Wystartował samochodem Audi Quattro A2 w Rajdzie Monte Carlo. W rajdzie tym wygrał 15 z 30 odcinków specjalnych. Rajd ten wygrał po raz czwarty w karierze, a na jego podium stanął obok innych kierowców Audi, Stiga Blomqvista i Hannu Mikkoli. W marcu pojechał w Rajdzie Portugalii. Na 6. odcinkach specjalnych tego rajdu uzyskał najlepszy czas, a w klasyfikacji portugalskiego rajdu zajął 6. lokatę. W maju nie ukończył Rajdu Korsyki. Na 8. odcinku specjalnym w jego Audi awarii uległ silnik. W maju wziął udział w Rajdzie Grecji. Na 45. odcinku specjalnym wycofał się z rywalizacji z powodu awarii sprzęgła. W czerwcowym Rajdzie Nowej Zelandii Röhrl wygrał 6 odcinków specjalnych i do końca 8. odcinka specjalnego był liderem rajdu. Jednak po tamtym oesie wycofał się z powodu problemów z zapłonem. Nie ukończył również następnego rajdu mistrzostw świata, w którym pojechał, Rajdu San Remo. Wygrał w nim 7 oesów, jednak na 49. oesie uległ wypadkowi.
Sezon 1985 Röhrl rozpoczął od startu w styczniowym Rajdzie Monte Carlo. Wygrał w nim 5 odcinków specjalnych, a rajd ten ukończył na 2. pozycji ze stratą 5:17 minuty do Ariego Vatanena. W lutym nie ukończył Rajdu Szwecji. Na 20. odcinku specjalnym w jego Audi doszło do awarii silnika. W marcu stanął na podium Rajdu Portugalii. Wygrał w nim najwięcej – 23 odcinki specjalne, a w klasyfikacji rajdu zajął 3. pozycję. Przegrał w nim jedynie z Timem Salonenem i Massimem Biasionem. Następnych dwóch rajdów Niemiec nie ukończył. Z Rajdu Korsyki wyeliminowała go awaria hamulców, a z Rajdu Grecji wycofał się na skutek uszkodzenia zawieszenia. W odbywającym się na przełomie czerwca i lipca Rajdzie Nowej Zelandii Röhrl zajął miejsce na podium. Był trzeci za dwoma kierowcami z Finlandii, Timem Salonenem i Arim Vatanenem. W Rajdzie San Remo wygrał 29 na 45 odcinków specjalnych, dzięki czemu wygrał ten rajd z przewagą 6:29 minuty nad drugim Salonenem i 7:52 minuty nad trzecim Henrim Toivonenem. W mistrzostwach świata Röhrl wystartował jeszcze w listopadowym Rajdzie Wielkiej Brytanii. Na 15. oesie wypadł z trasy i zakończył udział w tym rajdzie. W sezonie 1985 zajął 3. miejsce w klasyfikacji generalnej mistrzostw świata. Zdobył 59 punktów, o 68 mniej niż mistrz świata Timo Salonen i o 16 mniej niż wicemistrz Stig Blomqvist.

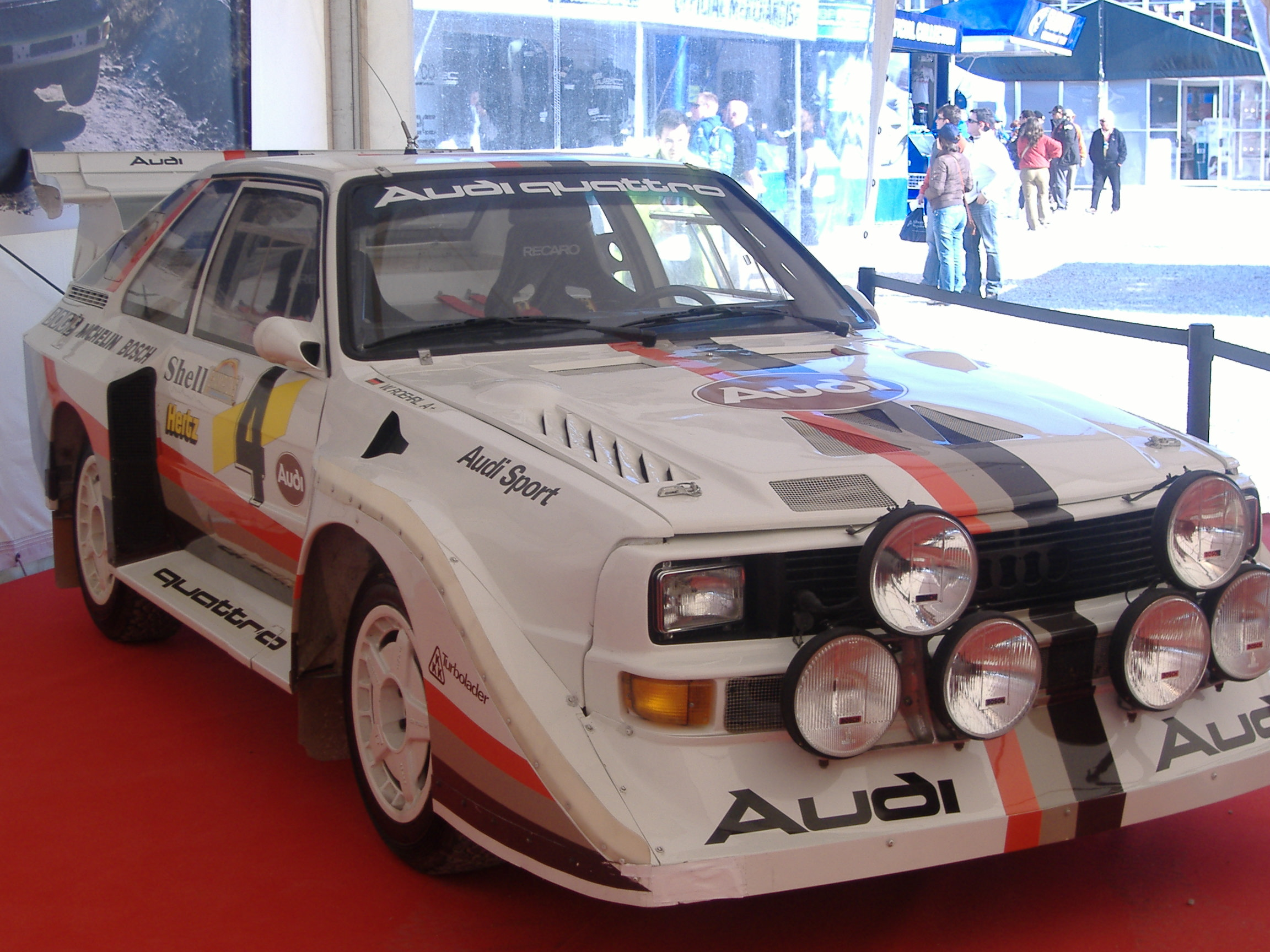
Audi Quattro S1 E2, którym Röhrl wystartował w 1987 roku w wyścigu górskim Pikes Peak

W sezonie 1986 Röhrl pojechał w dwóch rajdach mistrzostw świata. W styczniowym Rajdzie Monte Carlo wygrał 8 odcinków specjalnych i ostatecznie zajął w nim 4. pozycję. Wziął udział również w marcowym Rajdzie Portugalii, jednak wycofał się z niego na 3. odcinku specjalnym.
W styczniu 1987 Röhrl wystartował w Rajdzie Monte Carlo. Na 6 odcinkach specjalnych uzyskał najlepszy czas, a w rajdzie tym stanął na podium. Był trzeci za Massimem Biasionem i Juhą Kankkunenem. W kwietniu zajął 2. pozycję w Rajdzie Safari. Do zwycięzcy Hannu Mikkoli stracił 17:15 minuty. Pod koniec maja Röhrl pojechał w swoim ostatnim w karierze rajdzie mistrzostw świata, Rajdzie Grecji. Wygrał w nim jeden odcinek specjalny, a na 35. odcinku specjalnym wycofał się z powodu awarii silnika. W 1987 roku wziął jeszcze udział w jednym rajdzie mistrzostw Europy, Rajdzie Hunsrück, jednak go nie ukończył, a także w wyścigu górskim Pikes Peak International Hill Climb. Wystartował w nim samochodem Audi Quattro S1 E2 i wygrał go z czasem 10:47.850. Został pierwszym kierowcą, który na tej trasie uzyskał czas poniżej 11 minut. W 1987 roku Röhrl oficjalnie zakończył swoją karierę rajdową.

### 1990-1991: Deutsche Tourenwagen Meisterschaft
W 1990 roku Röhrl wziął udział w serii Deutsche Tourenwagen Meisterschaft. Pojechał w niej samochodem Audi V8 Quattro w zespole Schmidt Motorsport Technik. W klasyfikacji generalnej DTM w 1990 roku zajął 11. miejsce. Zdobył 72 punkty. 1 lipca zaliczył swój debiut w DTM. W pierwszym wyścigu na Norisring zajął 2. miejsce ze stratą 0,45 sekundy do zwycięzcy Hansa-Joachima Stucka. Z kolei w drugim wyścigu zajął 5. miejsce. 5 sierpnia wystartował w Flugplatzrennen Diepholz na torze Flugplatz Diepholz. W pierwszym wyścigu był dziewiąty, a drugiego nie ukończył. 3 września wziął udział Großer Preis der Tourenwagen na torze Nürburgring. W pierwszym wyścigu był ósmy. Natomiast w drugim wyścigu odniósł zwycięstwo, pierwsze i jedyne w sezonie 1990. Na mecie drugiego wyścigu wyprzedził o 5,21 sekundy drugiego Steve'a Sopera i o 6,40 sekundy trzeciego Emanuela Pirro. 14 października wystartował w ADAC-Preis Hockenheim na Hockenheimringu. W pierwszym wyścigu zajął 3. pozycję za Hansem-Joachimem Stuckiem i Frankiem Jelinskim. W drugim wyścigu także był trzeci i przegrał z tymi samymi zawodnikami.
W 1991 roku w Deutsche Tourenwagen Meisterschaft Röhrl zajął 17. miejsce. Zdobył 22 punkty. Wystartował jedynie w dwóch wyścigach ADAC-Preis Hockenheim na Hockenheimringu. W pierwszym z nich był trzeci za Frankiem Bielą i Frankiem Jelinskim, a w drugim zajął 4. miejsce.

### Wyścigi 24-godzinne
W swojej karierze sportowej Röhrl dwukrotnie wystartował w wyścigu 24h Le Mans. W 1981 roku wystartował w nim po raz pierwszy. Pojechał w nim samochodem Porsche 924 Carrera GTP zespole Porsche System Engineering wraz z Jürgenem Barthem. Niemiecka załoga zajęła w Le Mans 1981 7. miejsce przejeżdżając 323 okrążenia oraz pierwszą pozycję w klasie GTP+3.0. W 1993 roku po raz drugi wziął udział w wyścigu Le Mans. Pojechał w nim z rodakiem Hansem-Joachimem Stuckiem i Amerykaninem Hurleyem Haywoodem samochodem Porsche 911S LM GT w barwach zespołu Le Mans Porsche Team. Na 79. okrążeniu zespół wycofał się z powodu awarii silnika.
Röhrl startował również w wyścigu 24h Nürburgring. Po raz pierwszy pojechał w nim w 1992 roku. Jadąc Porsche 911 z Hansem-Joachimem Stuckiem był w nim trzeci. Z kolei w 2010 roku wystartował w nim po raz drugi. Pojechał w nim samochodem Porsche 911 GT3 RS wraz z Rolandem Aschem i Patrickiem Simonem, jednak nie ukończył go na skutek kontuzji pleców.

### Mistrzostwa Świata Samochodów Sportowych
Röhrl w swojej karierze startował również w serii Mistrzostw Świata Samochodów Sportowych. W 1979 roku wystartował w niej po raz pierwszy. Swój debiut w tej serii zaliczył na torze Silverstone Circuit samochodem Lancia Beta Montecarlo wraz z innym kierowcą wyścigowym, Włochem Riccardem Patrese. Zajął 7. miejsce w kwalifikacjach, jednak wyścigu nie ukończył na skutek awarii radiatora. Następnie wystartował w wyścigu na Nürburgringu. Ponownie zajął 7. pozycję w kwalifikacjach, ale wyścigu nie ukończył na skutek zbyt niskiego ciśnienia oleju. W sierpniu wystartował na torze Brands Hatch. Po 5, miejscu w kwalifikacjach zajął 5. miejsce w wyścigu. W 1979 roku wystartował jeszcze w zawodach na torze ACI Vallelunga Circuit we Włoszech. Pojechał w nich w parze z Amerykaninem Eddiem Cheeverem. W kwalifikacjach był ósmy jednak wyścigu nie ukończył na skutek przegrzania silnika.
W 1980 roku Röhrl ponownie wystartował w Lancią Betą Montecarlo w Mistrzostwach Świata Samochodów Sportowych. W zawodach na torze Brands Hatch, w którym startował z Riccardem Patrese, był drugi kwalifikacjach, a w wyścigu odniósł zwycięstwo. 13 kwietnia wziął udział w parze z Michelem Alboreto na w zawodach na torze Mugello Circuit. W kwalifikacjach był czwarty, a w wyścigu drugi. 27 kwietnia wystartował z Patresem na torze Monza. W kwalifikacjach włosko-niemiecka para zajęła 4. miejsce, a w wyścigu 3. miejsce. 17 sierpnia w zawodach na torze Silverstone Röhrl pojechał w parze z Alboreto. W kwalifikacjach był piąty, a w wyścigu czwarty. W 1980 roku wystartował jeszcze w zawodach na torze Mosport International Raceway w Kanadzie. Wraz z Hansem Heyerem zajął 3. miejsce w kwalifikacjach i 4. w wyścigu.
W 1981 roku Röhrl po raz trzeci wziął udział w Mistrzostwach Świata Samochodów Sportowych. Tym razem jechał samochodem Porsche 935. 10 maja 1981 jadąc z Dieterem Schornsteinem i Haraldem Grohsem odniósł zwycięstwo na torze Silverstone. Z kolei 24 maja wystartował w zawodach na torze Nürburgring i w wyścigu zajął 7. miejsce.

## Życie prywatne
Röhrl jest żonaty z Moniką i mieszka z nią w Sankt Englmar. Nie ma dzieci, gdyż jak sam przyznaje, zawód kierowcy rajdowego nie pozwoliłby mu na ich wychowanie. Wśród kierowców rajdowych Röhrl najbardziej ceni sobie osoby: Markku Aléna, Hannu Mikkoli, Juhy Kankkunena, Stiga Blomqvista i Rauna Aaltonena.

## Zwycięstwa w mistrzostwach świata
| Nr | Rajd                              | Sezon | Pilot                 | Samochód              |
| -- | --------------------------------- | ----- | --------------------- | --------------------- |
| 1  | 22. Rajd Grecji                   | 1975  | Jochen Berger         | Opel Ascona 1.9 SR    |
| 2  | 25. Rajd Grecji                   | 1978  | Christian Geistdörfer | Fiat 131 Abarth       |
| 3  | 6. Rajd Kanady                    | 1978  | Christian Geistdörfer | Fiat 131 Abarth       |
| 4  | 48. Rajd Monte Carlo              | 1980  | Christian Geistdörfer | Fiat 131 Abarth       |
| 5  | 14. Rajd Portugalii               | 1980  | Christian Geistdörfer | Fiat 131 Abarth       |
| 6  | 2. Rajd Argentyny                 | 1980  | Christian Geistdörfer | Fiat 131 Abarth       |
| 7  | 22. Rajd San Remo                 | 1980  | Christian Geistdörfer | Fiat 131 Abarth       |
| 8  | 50. Rajd Monte Carlo              | 1982  | Christian Geistdörfer | Opel Ascona 400       |
| 9  | 14. Rajd Wybrzeża Kości Słoniowej | 1982  | Christian Geistdörfer | Opel Ascona 400       |
| 10 | 51. Rajd Monte Carlo              | 1983  | Christian Geistdörfer | Lancia 037 Rally      |
| 11 | 30. Rajd Grecji                   | 1983  | Christian Geistdörfer | Lancia 037 Rally      |
| 12 | 14. Rajd Nowej Zelandii           | 1983  | Christian Geistdörfer | Lancia 037 Rally      |
| 13 | 52. Rajd Monte Carlo              | 1984  | Christian Geistdörfer | Audi Quattro A2       |
| 14 | 26. Rajd San Remo                 | 1985  | Christian Geistdörfer | Audi Quattro Sport S1 |

## Zwycięstwa w mistrzostwach Europy
| Nr | Rajd                              | Sezon | Pilot                 | Samochód           |
| -- | --------------------------------- | ----- | --------------------- | ------------------ |
| 1  | Rajd Wiesbaden                    | 1971  | Herberg Maresek       | Ford Capri 2600    |
| 2  | Rajd Sachs Baltic                 | 1972  | Jochen Berger         | Ford Capri 2600    |
| 3  | Rajd Wełtawy                      | 1973  | Jochen Berger         | Opel Ascona 1.9 SR |
| 4  | Rajd Dunaju                       | 1973  | Jochen Berger         | Opel Ascona 1.9 SR |
| 5  | / Rajd Monachium-Wiedeń-Budapeszt | 1973  | Jochen Berger         | Opel Ascona 1.9 SR |
| 6  | Rajd Firestone                    | 1974  | Jochen Berger         | Opel Ascona 1.9 SR |
| 7  | Rajd Tulipanów                    | 1974  | Jochen Berger         | Opel Ascona 1.9 SR |
| 8  | Rajd Hesji                        | 1974  | Jochen Berger         | Opel Ascona 1.9 SR |
| 9  | Rajd Wełtawy                      | 1974  | Jochen Berger         | Opel Ascona 1.9 SR |
| 10 | Rajd Dunaju                       | 1974  | Jochen Berger         | Opel Ascona 1.9 SR |
| 11 | Rajd Lugano                       | 1974  | Jochen Berger         | Opel Ascona 1.9 SR |
| 12 | Rajd Ypres                        | 1976  | Willi-Peter Pitz      | Opel Kadett GT/E   |
| 13 | Rajd Saarland                     | 1978  | Christian Geistdörfer | Lancia Stratos HF  |
| 14 | Rajd Hunsrück                     | 1978  | Christian Geistdörfer | Lancia Stratos HF  |
| 15 | Zimowy Rajd Saksonii              | 1979  | Christian Geistdörfer | Fiat 131 Abarth    |
| 16 | Rajd Hunsrück                     | 1979  | Christian Geistdörfer | Fiat 131 Abarth    |
| 17 | Rajd Hesji                        | 1980  | Christian Geistdörfer | Fiat 131 Abarth    |
| 18 | Rajd Hunsrück                     | 1980  | Christian Geistdörfer | Fiat 131 Abarth    |
| 19 | Rajd Hesji                        | 1981  | Christian Geistdörfer | Porsche 924 GTS    |

## Wyniki w WRC
| Legenda oznaczeń w tabelach dot. wyników | Legenda oznaczeń w tabelach dot. wyników |
| Oznaczenie                               | Wyjaśnienie |
| ---------------------------------------- | --- |
| Złoty                                    | Zwycięzca |
| Srebrny                                  | 2. miejsce |
| Brązowy                                  | 3. miejsce |
| Zielony                                  | Ukończył, punktował (w klasyfikacji generalnej gdy kierowca był sklasyfikowany oznacza zdobycie punktów w rajdzie poza trzema powyższymi opcjami) |
| Niebieski                                | Ukończył, nie punktował |
| Różowy                                   | Nie ukończył (NU) |
| Czarny                                   | Zdyskwalifikowany (DK) |
| Biały                                    | Nie został zgłoszony (-) |

| Sezon | Zespół                             | Samochód                                 | 1      | 2      | 3      | 4      | 5      | 6      | 7      | 8      | 9      | 10     | 11     | 12     | 13    | 14 | 15 | 16 | Punkty | Miejsce |
| ----- | ---------------------------------- | ---------------------------------------- | ------ | ------ | ------ | ------ | ------ | ------ | ------ | ------ | ------ | ------ | ------ | ------ | ----- | -- | -- | -- | ------ | ------- |
| 1973  | Irmscher Tuning                    | Opel Commodore GS/E Opel Ascona 1.9 SR   | MCO 45 | SWE -  | POR -  | KEN -  | MAR -  | GRE -  | POL -  | FIN -  | AUT NU | ITA -  | USA -  | GBR NU | FRA - |    |    |    | 0      | -       |
| 1974  | Opel Euro Händler Team             | Opel Ascona 1.9 SR                       | POR NU | KEN -  | FIN -  | ITA -  | CAN -  | USA -  | GBR 5  | FRA -  |        |        |        |        |       |    |    |    | 0      | -       |
| 1975  | Opel Euro Händler Team             | Opel Ascona 1.9 SR Opel Kadett GT/E      | MCO NU | SWE -  | KEN -  | GRE 1  | MAR NU | POR NU | FIN -  | ITA NU | FRA -  | GBR NU |        |        |       |    |    |    | 0      | -       |
| 1976  | Opel Euro Händler Team             | Opel Kadett GT/E                         | MCO 4  | SWE -  | POR NU | KEN NU | GRE -  | MAR -  | FIN -  | ITA NU | FRA NU | GBR NU |        |        |       |    |    |    | 0      | -       |
| 1977  | Opel Euro Händler Team Fiat Italia | Opel Kadett GT/E Fiat 131 Abarth         | MCO NU | SWE -  | POR -  | KEN -  | NZL -  | GRE NU | FIN -  | CAN NU | ITA NU | FRA -  | GBR NU |        |       |    |    |    | 0      | -       |
| 1978  | Alitalia Fiat                      | Fiat 131 Abarth                          | MCO 4  | SWE -  | KEN -  | POR NU | GRE 1  | FIN -  | CAN 1  | ITA NU | CIV -  | FRA -  | GBR 6  |        |       |    |    |    | 22     | 6.      |
| 1979  | Alitalia Fiat                      | Fiat 131 Abarth                          | MCO NU | SWE -  | POR -  | KEN 8  | GRE -  | NZL -  | FIN -  | CAN -  | ITA 2  | FRA -  | GBR 8  | CIV -  |       |    |    |    | 21     | 9.      |
| 1980  | Fiat Italia Jolly Club             | Fiat 131 Abarth                          | MCO 1  | SWE -  | POR 1  | KEN -  | GRE 5  | ARG 1  | FIN -  | NZL 2  | ITA 1  | FRA 2  | GBR -  | CIV -  |       |    |    |    | 118    | 1.      |
| 1981  | Eminence                           | Porsche 911 SC                           | MCO -  | SWE -  | POR -  | KEN -  | FRA -  | GRE -  | ARG -  | BRA -  | FIN -  | ITA NU | CIV -  | GBR -  |       |    |    |    | 0      | -       |
| 1982  | Rothmans Opel Rally Team           | Opel Ascona 400                          | MCO 1  | SWE 3  | POR NU | KEN 2  | FRA 4  | GRE 2  | NZL 3  | BRA 2  | FIN -  | ITA 3  | CIV 1  | GBR -  |       |    |    |    | 109    | 1.      |
| 1983  | Martini Racing                     | Lancia 037                               | MCO 1  | SWE -  | POR 3  | KEN -  | FRA 2  | GRE 1  | NZL 1  | ARG -  | FIN -  | ITA 2  | CIV -  | GBR -  |       |    |    |    | 102    | 2.      |
| 1984  | Audi Sport                         | Audi Quattro A2 Audi Quattro Sport       | MCO 1  | SWE -  | POR 6  | KEN -  | FRA NU | GRE NU | NZL NU | ARG -  | FIN -  | ITA NU | CIV -  | GBR -  |       |    |    |    | 26     | 11.     |
| 1985  | Audi Sport                         | Audi Quattro A2 Audi Quattro Sport S1 E2 | MCO 2  | SWE NU | POR 3  | KEN -  | FRA NU | GRE NU | NZL 3  | ARG -  | FIN -  | ITA 1  | CIV -  | GBR NU |       |    |    |    | 59     | 3.      |
| 1986  | Audi Sport                         | Audi Quattro Sport S1 E2                 | MCO 4  | SWE -  | POR NU | KEN -  | FRA -  | GRE -  | NZL -  | ARG -  | FIN -  | CIV -  | ITA -  | GBR -  | USA - |    |    |    | 10     | 22.     |
| 1987  | Audi Sport                         | Audi 200 Quattro                         | MCO 3  | SWE -  | POR -  | KEN 2  | FRA -  | GRE NU | USA -  | NZL -  | ARG -  | FIN -  | CIV -  | ITA -  | GBR - |    |    |    | 27     | 11.     |